# Schärenkreuzer

Ein 30-m²-Schärenkreuzer

Schärenkreuzer sind in Schweden entwickelte sportliche Segelboote. Sie bestehen überwiegend aus Holz und werden hauptsächlich in der Ostsee, insbesondere in den Schären, seit den 1920er Jahren auch in deutschen Gewässern, etwa den Berliner Seen, in Süddeutschland, in der Schweiz und in Ungarn auf dem Plattensee gesegelt. Schärenkreuzer sind eine Konstruktionsklasse, was bedeutet, dass die Boote nicht identisch sind. Sie werden anhand der erstmals 1908 vereinbarten Schärenkreuzer-Regel entwickelt. Diese wurde 1916, 1919/20 und abschließend umfassend 1925 von Karl Ljungberg überarbeitet. Sie sieht Grenzmaße vor, die nicht unter- oder überschritten werden dürfen.
Der klassische Schärenkreuzer ist ein schmales, langes und leichtes Boot mit geringem Freibord und hohem Rigg.
Schärenkreuzer werden anhand ihrer nominellen Segelfläche unterschieden. Die nominelle Segelfläche wird aus dem Großsegeldreieck (ohne Achterlieksrundung) und 85 % des Vorsegeldreiecks berechnet.
- 15-m²-Schärenkreuzer
- 22-m²-Schärenkreuzer
- 30-m²-Schärenkreuzer
- 40-m²-Schärenkreuzer
- 55-m²-Schärenkreuzer
- 75-m²-Schärenkreuzer
- 95-m²-Schärenkreuzer
- 120-m²-Schärenkreuzer
- 150-m²-Schärenkreuzer

## Bilder

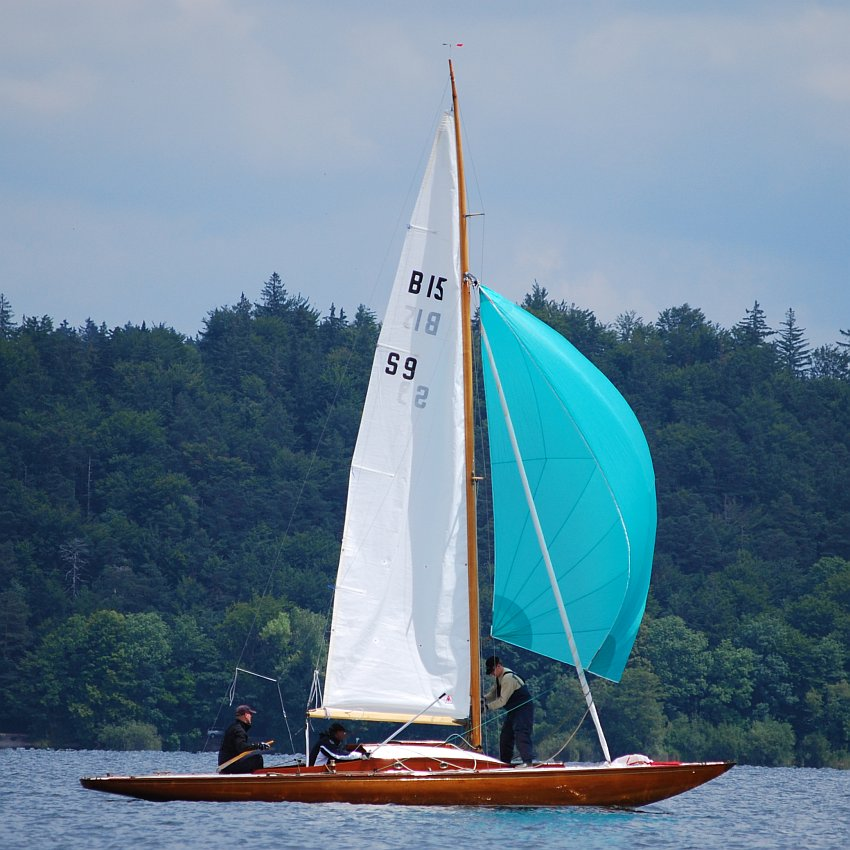
15er Schärenkreuzer am Starnberger See
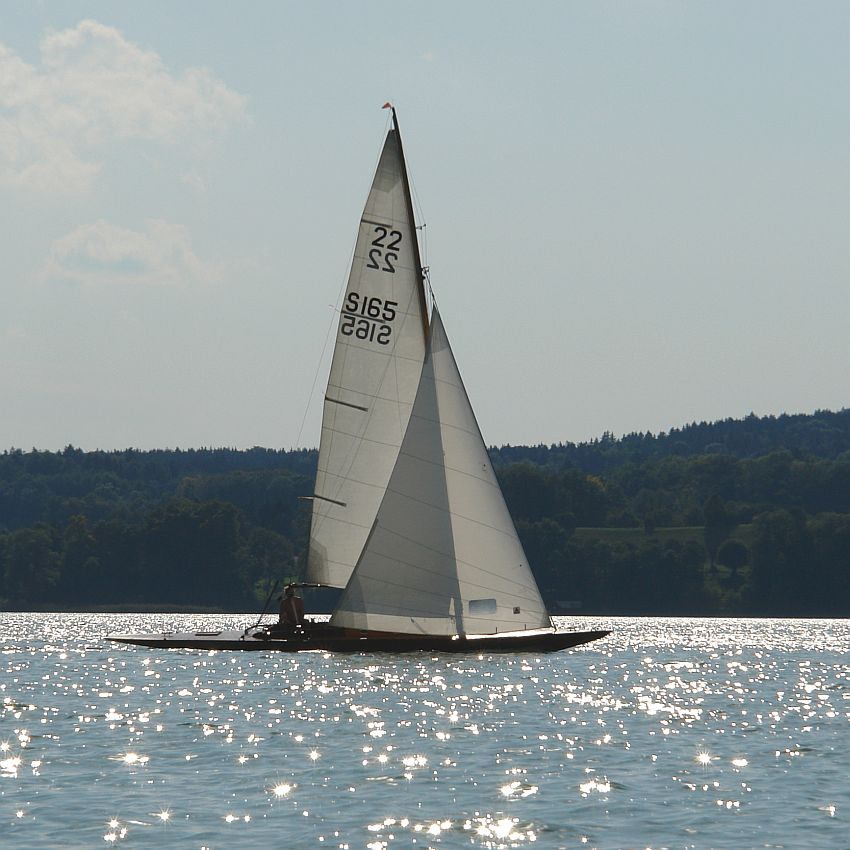
22er Schärenkreuzer am Starnberger See
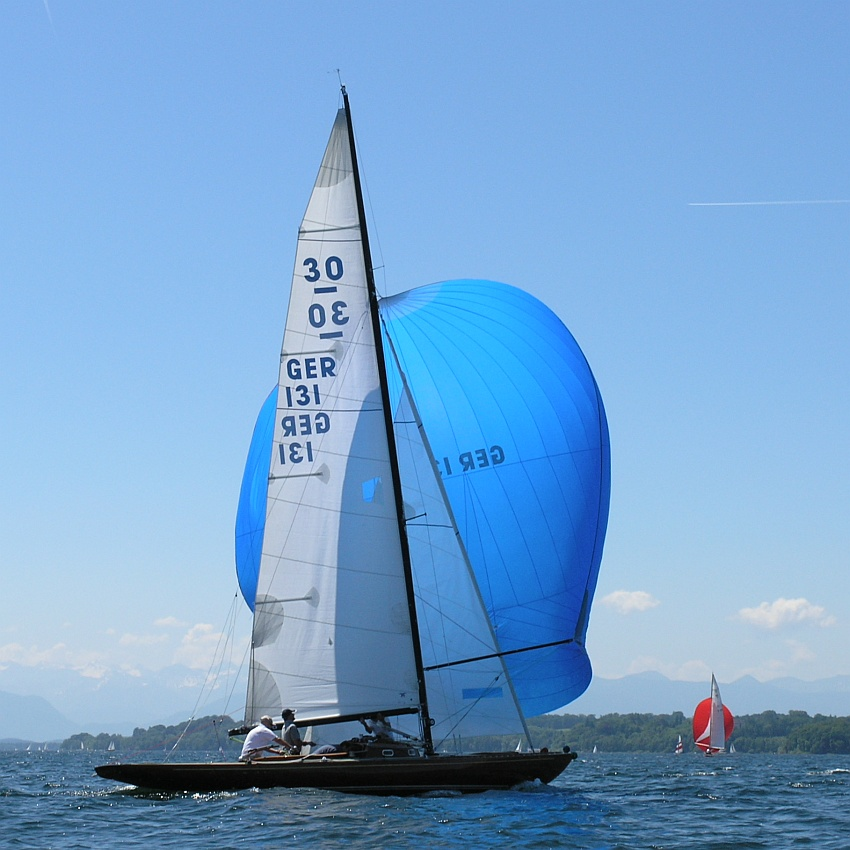
30er Schärenkreuzer am Starnberger See
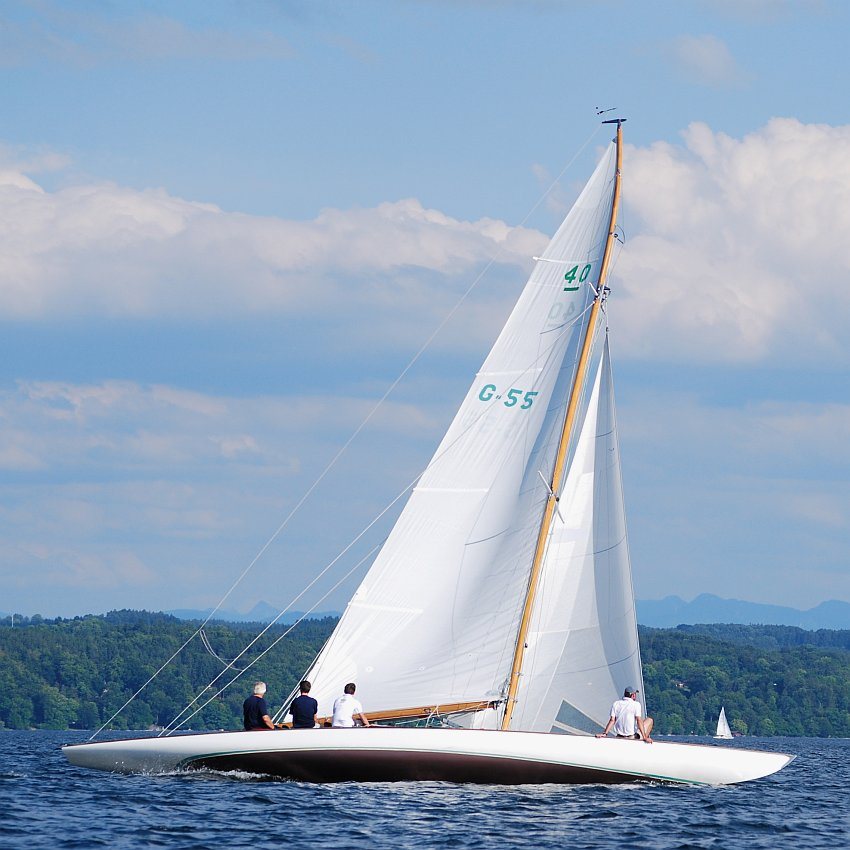
40er Schärenkreuzer am Starnberger See
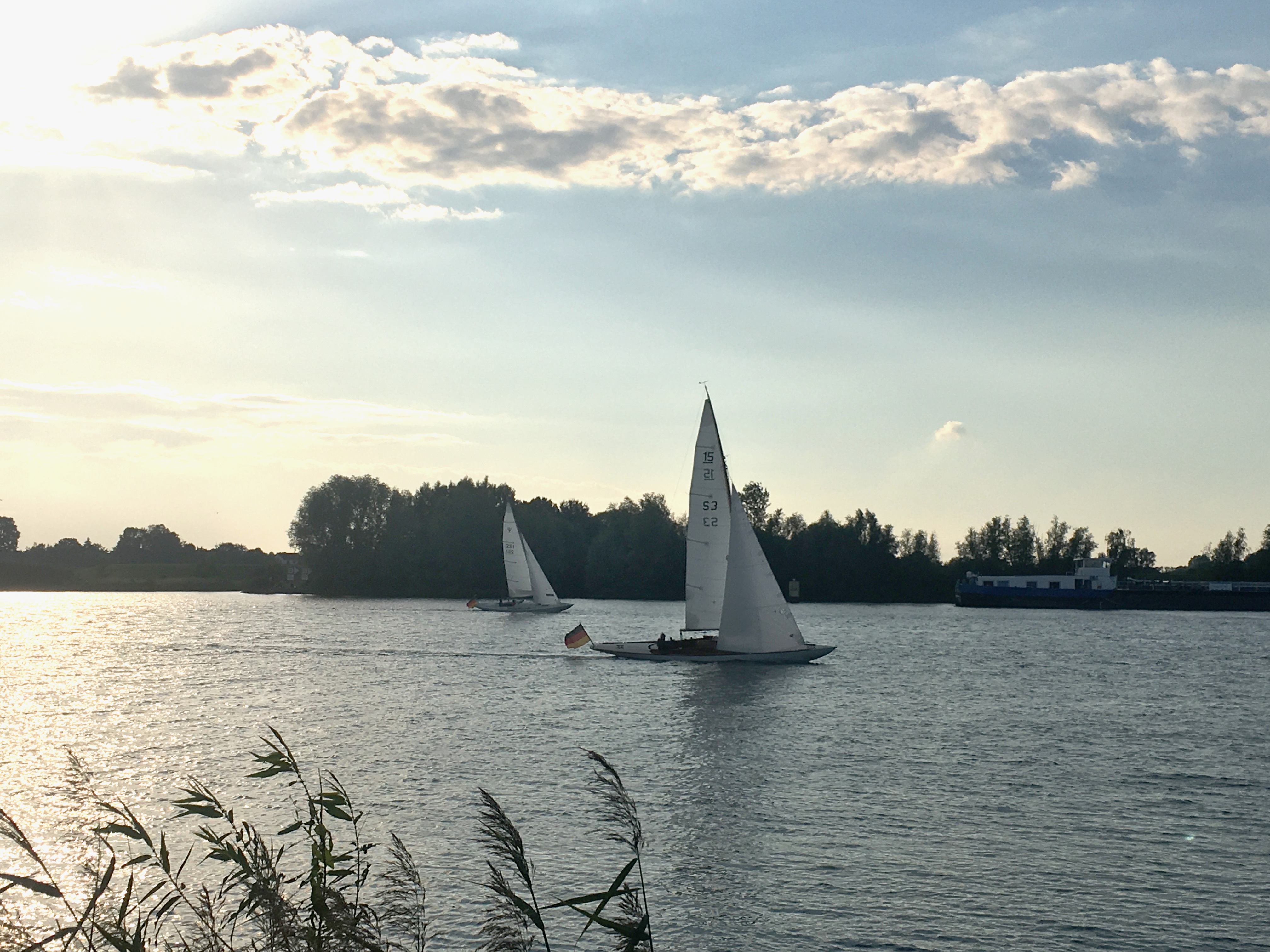
Ein 15er Schärenkreuzer und ein Neptunkryssare auf der Weser bei Bremen